# Centrul de sărituri RusSki Gorki
Centrul de sărituri RusSki Gorki (în rusă Комплекс трамплинов Русские Горки) este locul de desfășurare al întrecerilor de sărituri cu schiurile, inclusiv cele din cadrul competițiilor de combinată nordică la Jocurile Olimpice de iarnă din 2014.

## Caracteristici

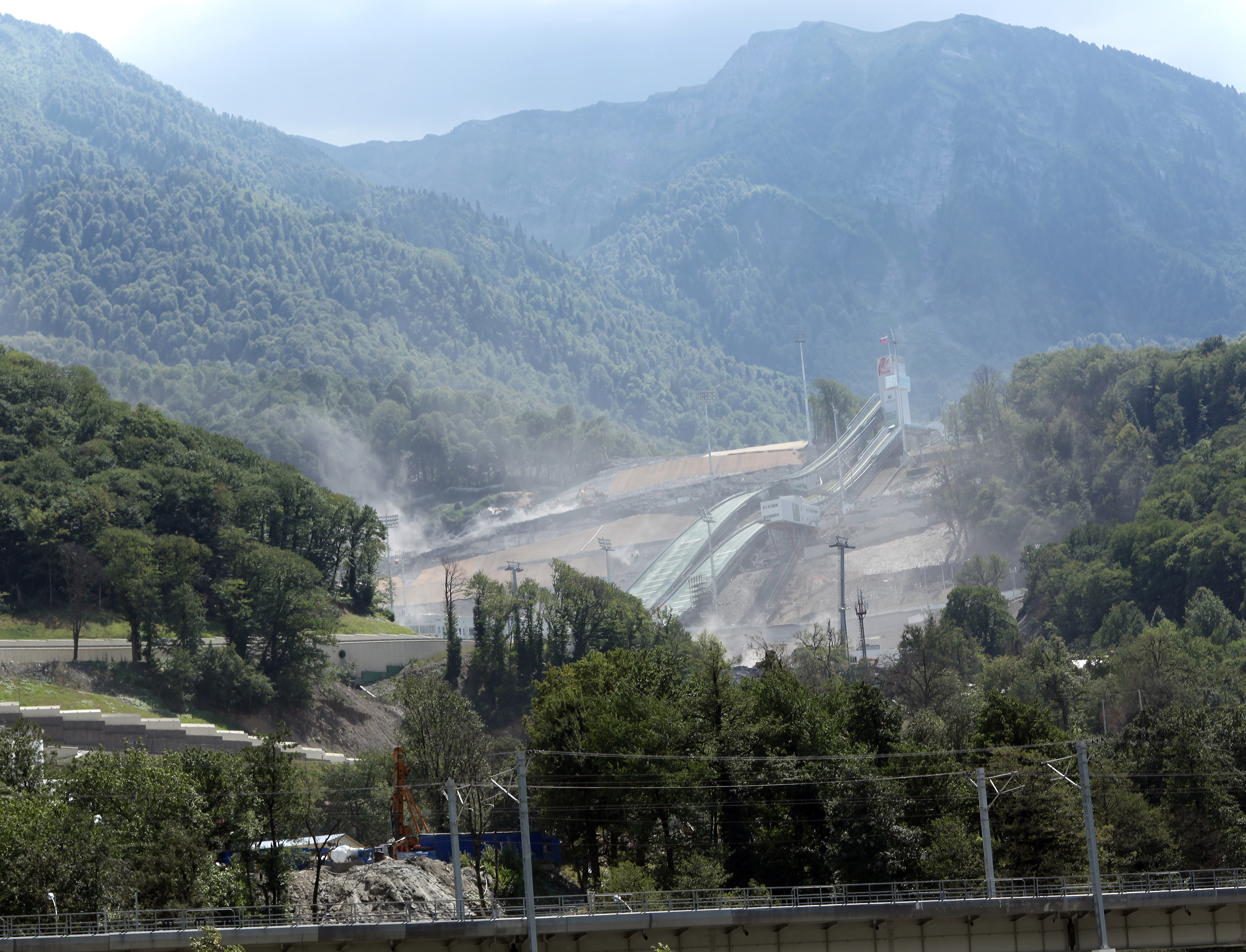
Centrul de sărituri în iulie 2013

Centrul de sărituri RusSki Gorki este situat în localitatea Esto-Sadok de pe masivul muntos Krasnaia Poliana. Numele este un joc de cuvinte, de la abrevierea de Rusia - „Rus” și cuvântul „Ski”. Centrul are o capacitate de 7.500 de locuri și dispune de ultimele versiuni de Trambuline Olimpice K-95 (95 de metri lungime) și K125 (125 de metri lungime). Situat pe versantul nordic, pe Muntele Aibiga, Centrul de sărituri se află la intersecția a două creste montane, pentru ca instalațiile de sărituri cu schiurile să se integreze în peisajul înconjurător.
Construcția trebuia să dureze din 2009 până în august 2011. Totuși, în vara lui 2013 încă se efectuau lucrări majore de construcție iar întreaga zonă era acoperită de nori groși de praf. Deschiderea neoficială a avut loc la sfârșitul anului 2012 la o competiție de testare fără spectatori. Costurile totale de construcție ale centrului de sărituri se estimează a fi în jurul sumei de 50 de milioane de euro. În apropierea lui se află clădirea „Gorki Gorod”, unde va fi amplasată clădirea specială în zona montană pentru media.